# Bambiraptor
Bambiraptor é um gênero de dinossauro carnívoro e bípede que viveu na segunda metade do período Cretáceo. Media de 1 a 1,7 metro de comprimento e seu peso é estimado em 5 quilogramas.
O bambiraptor viveu na América do Norte e seus fósseis foram encontrados em Montana, Estados Unidos, pelo paleontólogo amador Wes Linster, de apenas 14 anos. Ele recebeu esse nome em homenagem ao personagem Bambi, da Disney, devido ao seu tamanho pequeno e aparência graciosa. Os fósseis de Bambiraptor já encontrados eram de uma espécime jovem, por isso muitas informações sobre os indivíduos adultos, como sua altura e comprimento, ainda tem uma grande margem de erro, porém acredita-se que o Bambiraptor media cerca de 1,2 metros de comprimento e pesava cerca de 4 kg. Ele tinha pernas longas e ágeis, com garras afiadas em suas patas dianteiras e traseiras. Sua cabeça era relativamente grande em relação ao corpo, com dentes serrilhados que indicam que ele era um predador carnívoro.
Uma das características mais distintivas do Bambiraptor são as penas que cobrem grande parte de seu corpo. Isso sugere que ele era capaz de voar ou planar, embora suas asas não fossem completamente desenvolvidas. 
O Bambiraptor é considerado um dos dinossauros mais bem preservados do período Cretáceo, com muitas amostras de ossos, dentes e penas encontrados em fósseis.